# 경안중학교 (경북)
경안중학교(慶安中學校)는 대한민국 경상북도 안동시 송현동에 있는 사립 중학교이다.

## 학교 연혁
- 1954년 2월 20일 : 재단법인 경안학원 설립인가
- 1954년 2월 20일 : 반피득 초대 이사장 취임
- 1961년 3월 7일 : 경안고등학교 병설 영안중학교 설립 인가(9학급) 학교설립
- 1961년 3월 7일 : 김인한 선생 초대 교장 취임
- 1962년 1월 19일 : 경안중학교로 교명 변경 인가
- 1964년 3월 31일 : 재단법인 경안학원을 학교법인 경안학원으로 조직 변경
- 1970년 7월 20일 : 경안 중ㆍ고교 분리
- 1975년 2월 20일 : 학칙 변경에 의하여 27학급 인가
- 1992년 11월 13일 : 송현동 신축 교사로 이전
- 2020년 3월 1일 : 이성수 장로 제32대 이사장 취임
- 2023년 3월 1일 : 권택성 선생 제25대 교장 취임

## 참고 자료
- 경안중학교 - 한국교육학술정보원 학교알리미